# Beeeeeee!!!
Beeeeeee!!! je debitantski studijski album hrvatskog kršćanskog punk sastava Božje ovčice. Objavljen je 17. listopada 2013. godine na CD-u i za digitalno skidanje s Interneta. Grupa svoju glazbu naziva "Jesus musicom", "hardcore punkom" i "heavencoreom". Objavila ga je poljska diskografska kuća Dobry Towar Records.

## Popis pjesama
Skladbe na albumu su:
1. Več od sega sveta 03:04
2. Zdravo, zdravo 03:20
3. 0.42 01:05
4. K Tebi v nebi 02:36
5. Vura je 02:27
6. Mati, mati 03:44
7. Tak Te imam rad 04:12
8. Pan 03:19
9. Deus et Dominus meus 01:07
10. Žif Je 03:40
11. Eloi, Eloi 07:17
12. Deo gratias 00:07